# 冯远 (1952年)
冯远（1952年—），男，上海人，中国当代画家，中国艺术研究院教授、博士生导师，现为中国文联副主席，中国美术家协会副主席。

## 生平
2015年4月8日，冯远受邀出任清华大学艺术博物馆首任馆长。
2016年12月11日，冯远任上海大学上海美术学院首任院长。
2018年1月，当选第十三届全国政协委员。